# Grunge

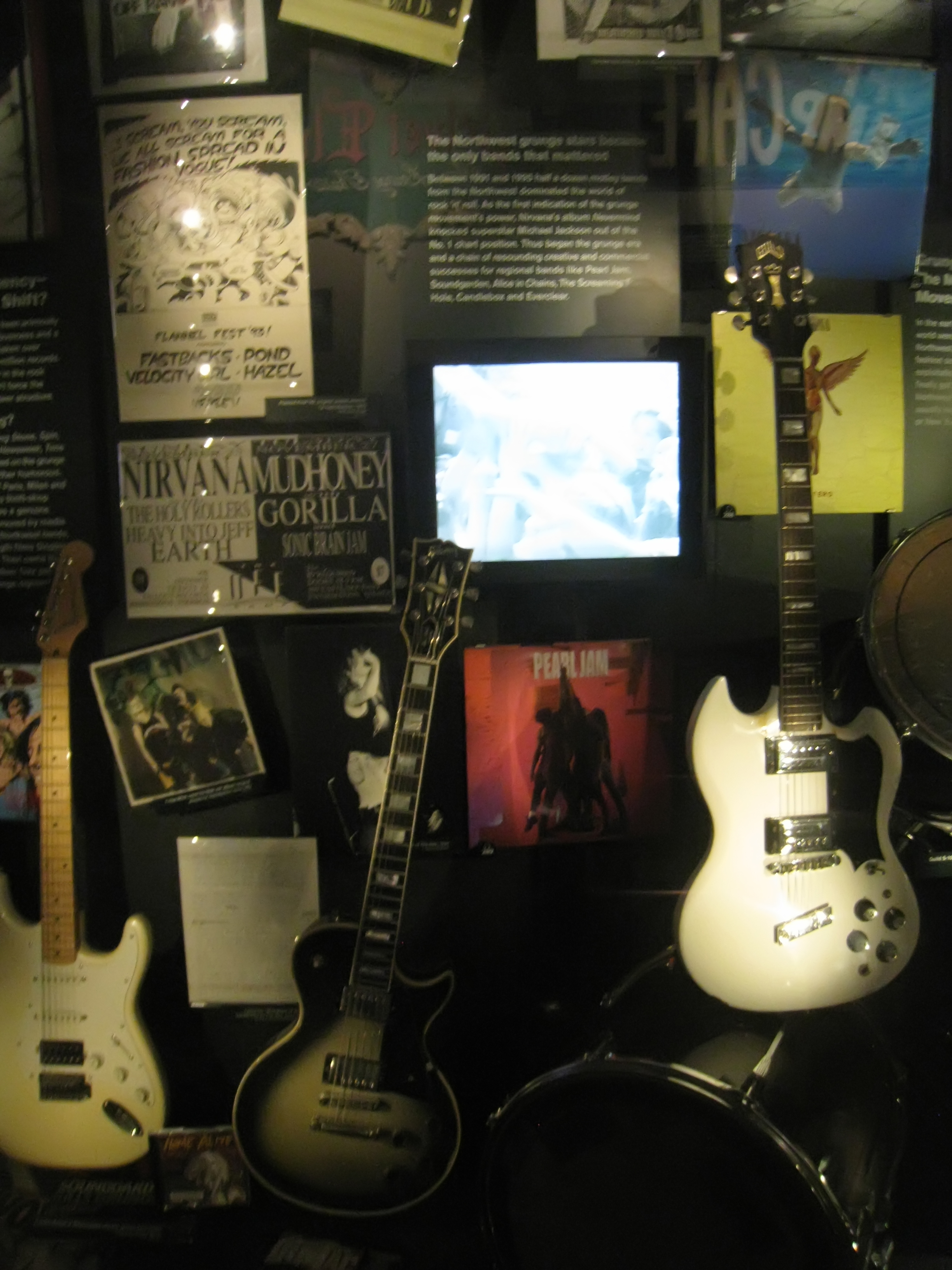
Seattle Music Scene Exhibit, Experience Music Project Museum, Seattle (USA). Foto Razvan Orendovici

Il grunge è la scena musicale originatasi negli anni Ottanta nello Stato di Washington (USA), in particolare a Seattle, e giunta al successo mondiale nei primi anni Novanta. La musica prodotta da questa scena è anche detta Seattle sound.

## Origine del termine
Il termine grunge deriva dall'aggettivo grungy, espressione gergale in voga dagli anni Sessanta ad indicare qualcosa di dirty o filthy, ovvero sporco e sudicio. Fu Mark Arm, poi cantante di Green River e Mudhoney, a introdurlo nella scena musicale del luogo: nel 1981 scrisse una lettera al magazine locale Desperate Times, descrivendo il proprio gruppo, Mr. Epp And The Calculations, come "Pure grunge! Pure noise! Pure shit!". In seguito Arm precisò che l'espressione era già stata adottata in precedenza per descrivere band australiane quali King Snake Roost, The Scientists, Salamander Jim, e Beasts of Bourbon".
Il celebre giornalista e critico musicale Lester Bangs lo utilizza nel suo libro sui Blondie (1980), nel capitolo In Which Yet Another Pompous Blowhard Purports to Possess the True Meaning of Punk Rock, parlando degli Stooges:
Arm, che stilerà una sua personale classifica dei gruppi più grungy per la rivista Rolling Stone (2019) chiarisce che, nelle sue intenzioni, il termine aveva puro scopo descrittivo della qualità, della 'grana' della musica, non indicativo di un genere preciso:
A metà anni Ottanta Bruce Pavitt della Sub Pop Records si serve del termine per promuovere l'ep Dry as a bone (1987) dei Green River. Col tempo il termine verrà adottato dai media per descrivere un'intera scena, un insieme di band anche molto diverse tra loro, sia per provenienza geografica e ispirazione musicale che per attitudine. In una intervista negli anni Novanta, Stone Gossard (Green River, Mother Love Bone, Pearl Jam) dichiara di detestare la parola al punto da evitare di pronunciarla. In generale, le band etichettate come grunge non sono entusiaste: 
(Kim Tahyil, Soundgarden)
(Matt Cameron, Soundgarden)
«Se in quel momento vivevi a Seattle e avevi meno di trent'anni eri grunge, non importa cosa suonasse la tua band (Ben London, Alcohol Funnycar)
(Everett True, giornalista e critico musicale)
(Donita Sparks, L7).)

## Influenze musicali, culturali e stilistiche
Dal punto di vista strettamente musicale, pur nella varietà dei generi e degli stili, con grunge si intende una contaminazione tra hard rock, punk rock, hardcore punk e new wave, nonché il ritorno alla formazione chitarra-basso-batteria e alle sonorità degli anni Sessanta e Settanta. Le caratteristiche che accomunano le numerose band sembrano essere, stando a buona parte della critica musicale, lo stile sludge guitar, drumkit essenziale e vocalità potente, intensa, emozionale, viscerale.
(Charles R Cross, giornalista musicale)
(Bruce Dickinson, Iron Maiden))
Le influenze musicali dichiarate dalle band sono disparate e annoverano, tra gli altri, Beatles, Rolling Stones, Black Sabbath, Led Zeppelin, Black Flag, Stooges, Ramones, Kiss, Motorhead, Dead Kennedys, Pixies, Velvet Underground, The Slits, Neil Young, Frightwig, Devo, Sonic Youth, Bauhaus, Joy Division, Killing Joke, Sonics, e Queen.

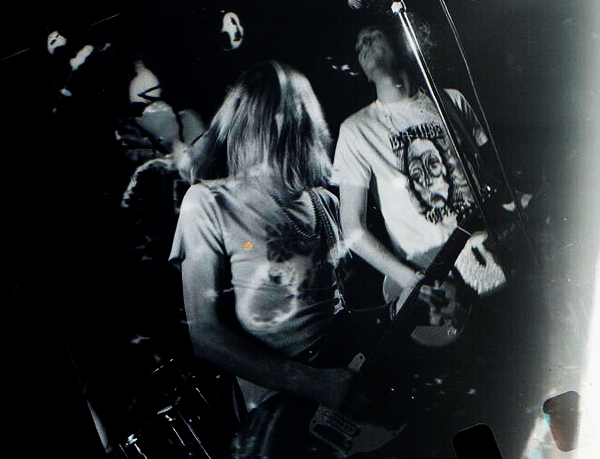
Mudhoney in concerto a Manchester (UK), 1989. Foto di Paul Blackwood.

I membri delle band della scena provengono da contesti familiari, sociali ed economici molto differenti tra loro: alcuni fanno parte della borghesia cittadina e/o frequentano scuole private, altri crescono in aree desolate e povere, vivono situazioni familiari difficili, esperienze dolorose già fin dall'infanzia e pre-adolescenza. Pur variando i vissuti personali e le tematiche affrontate nei testi, questi indagano per lo più disagi personali o sociali, dando sfogo a rabbia, disincanto, talvolta sarcasmo e autocommiserazione. La generazione nata negli anni Sessanta, cresciuta in contesti di disoccupazione, dissesto familiare, crisi economica, alcolismo e droghe pesanti, mette in musica l'angoscia e il male di vivere (Fell on black days, Black) il senso di inadeguatezza e di smarrimento, la solitudine, la frustrazione (Outshined, Rusty cage), l'abuso di sostanze stupefacenti (Nutshell, Dirt), il trauma della guerra in Vietnam (Rooster), la pulsione autodistruttiva (I Hate Myself and I Want to Die), la predazione del corpo (Polly dei Nirvana, Violet delle Hole; Dead men don't rape delle 7 Year Bitch), la spensieratezza vagheggiata o perduta dell'adolescenza (Long done day dei Mad Season), l'autodeterminazione (Fast and frightening, L7), la violenza come pane quotidiano (Jeremy dei PJ; Hate the police dei Mudhoney), conflitto con figure di riferimento cruciali (Mother, Bruise Violet, Right Now, Babes in Toyland), la feroce ambivalenza dell'amore, il desiderio e infine l'impossibilità di abbandonarsi alla persona amata (Love hate love, Down in a hole, Heaven beside you degli AIC). Talvolta emergono tratti satirici o parodistici, ad esempio sulla retorica della guerra (Wargasm, L7) o sul narcisismo e il machismo del rock'n'roll (Jesus Christ Pose e Big Dumb Sex dei Soundgarden).
Le band stesse descrivono la propria musica come un insieme di generi, stili, influenze e atmosfere differenti:
(Kurt Cobain, Nirvana)
(Kim Thayil, Soundgarden)
(Kim Thayil, Soundgarden)
(Mark Arm, Mudhoney)
(Mark Arm, Mudhoney)
(Courtney Love, Hole)
(Jerry Cantrell, Alice in Chains)
Con il successo commerciale delle band più famose, il termine grunge è utilizzato dai media generalisti anche per descriverne l'abbigliamento e lo stile: camicie di flanella, t-shirt sdrucite, jeans strappati o tagliati, capelli lunghi, anfibi.
(Tad Doyle, Tad)
(Eric Johnson, tour manager)
(Jeff Ament, Pearl Jam)
(Mike Starr, Alice in Chains)
Così come il punk era stato una risposta all'estetica hippy, così il grunge sembra esserlo a quella hair metal degli anni Ottanta, al trucco e ai capelli cotonati, allo spandex e al lurex. Le band della scena grunge si presentano senza travestimenti, esibendo una mascolinità sia dimessa e dolente che esibita e ammiccante, ma senza camuffamenti, tranne qualche episodio giocoso di esplicito crossdressing. Paradossalmente, il recupero di un aspetto più classicamente maschile corrisponde ad una messa in discussione di certi stereotipi machisti del rock'n'roll.
(Kim Thayil, Soundgarden)

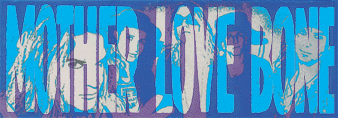
Il logo dei Mother Love Bone, autore Marcos02abh

Il passaggio, tuttavia, non è affatto netto, ad ulteriore dimostrazione dell'universo variegato etichettato per comodità come grunge: i membri degli Alice in Chains, ad esempio, vengono da band street-glam e agli inizi la band apre per Megadeth, Slayer, Anthrax, Van Halen e persino Poison. Staley e soci, inoltre, in contrasto con la cupezza della propria musica, si presentando ai media come band guascona che si gode apertamente il circo del sex drugs and rock'n'roll, con tanto di tipica aneddotica su groupies, blo**obs, strippers, nonché adesivi di pin-up sulle chitarre. E ancora, i Mother Love Bone hanno uno stile era punk/glam e i modelli che ispirano Andy Wood si chiamano Marc Bolan, Freddie Mercury, Prince e Gene Simmons. Quanto alla rivalità tra la scena grunge e quella hair/glam metal degli anni Ottanta, sembra essere una costruzione dei media, così come il mito di una scena che cancella completamente quella precedente. Stante le differenze musicali e stilistiche, è improprio parlare di movimenti nettamente definiti o in conflitto tra loro, dato che spesso intercorrono rapporti di conoscenza, amicizia e stima reciproca, umana o musicale.
(Donita Sparks, L7)
Anche all'interno delle stesse band le posizioni non sono unanimi, come dimostra il recente battibecco social tra Eddie Vedder e Nikki Sixx dei Motley Crue. Il frontman dei Pearl Jam ha rivendicato l'importanza di una scena in cui "Le ragazze andavano in giro con gli anfibi e pettinate come Cat Power", e il ruolo delle band come la sua e altre nel "Diffondere un'immagine diversa degli uomini e rispettare le donne", in questo marcando la differenza con i contenuti veicolati da canzoni come Girls girls girls. La cosa ha infastidito Sixx, che ha replicato definendo i Pearl Jam "la band più noiosa del mondo". A tentare di spegnere la polemica interviene Stone Gossard, il quale ammette:
È tuttavia innegabile che il cambio di tendenza spiazza le band che dominano il mercato negli anni Ottanta: 
(Jani Lane, Warrant)
(Rachel Bolan, Skid Row)

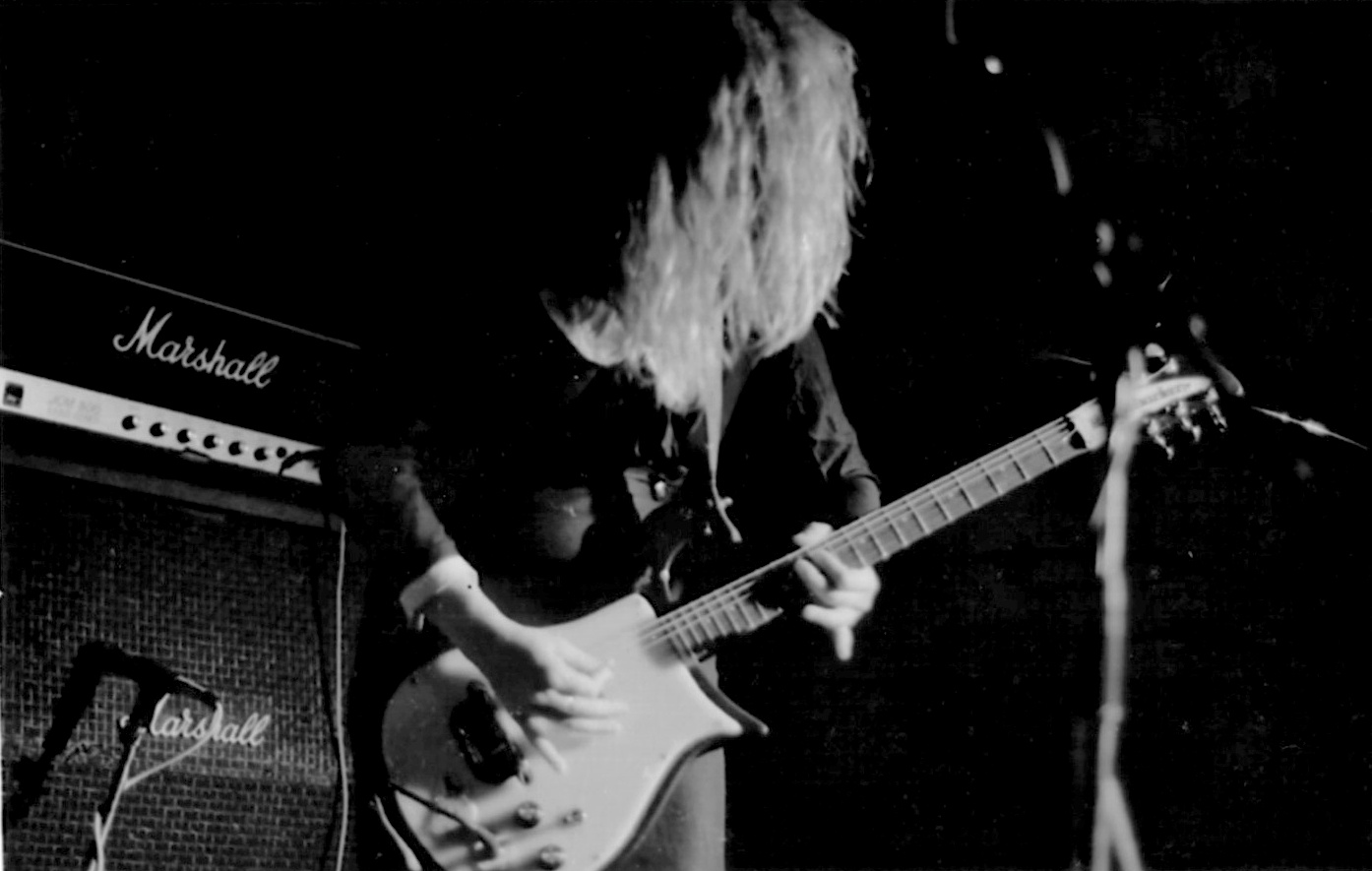
Babes In Toyland in concerto a Groningen (OLA), 1991. Foto di Greg Neate

Per quanto concerne lo stile delle band composte in parte o del tutto da donne, è interessante notare la re-interpretazione dello stereotipo femminile in chiave quasi parodistica: si pensi allo stile kinderwhore di Kat Bjelland e Courtney Love, agli abiti da studentessa perbene di Kathleen Hanna, o alla deliberata persecuzione del grottesco delle L7, di ispirazione punk, splatter e cartoon.
(Neal Karlen, biografo delle Babes in Toyland)
Dal punto di vista politico, la gran parte delle band dichiara la propria estraneità a contesti di attivismo o militanza: 
(Layne Staley, Alice in Chains)
(Donita Sparks, L7)
(Chris Cornell, Soundgarden)
(Buzz Osborne, Melvins)
L'unica band della scena che prende costantemente posizione su questioni politiche varie sono i Pearl Jam, soprattutto tramite il cantante Eddie Vedder, che, nel corso degli anni, si esprime pubblicamente su sessismo, razzismo, omofobia, cambiamento climatico, condotta delle compagnie petrolifere e dei vari presidenti USA. Le prese di posizione più note sono certamente la battaglia ingaggiata contro il colosso Ticketmaster sul caro biglietti, la cancellazione di alcune date in segno di protesta contro leggi anti-lgtb o la politica estera del presidente G.W. Bush, l'esibizione alla cerimonia di addio alla Casa Bianca di Barack Obama, loro grande fan e amico personale di Eddie Vedder.
Una analisi a parte necessita la questione del rapporto tra i sessi. La scena grunge è, infatti, la prima nella storia del rock'n'roll ad avere una consistente presenza di donne non solo tra il pubblico, come acquirenti di dischi e partecipanti ai concerti, ma anche sul palco, come musiciste/front-women, e dietro le quinte, come figure chiave nel music business: manager come Susan Silver, speaker radiofoniche come Cathy Faulkner di KISW, sostenitrice della prima ora della scena grunge, fotografe come Karen Mason Blair e Alice Wheeler, executives come Amy Finnerty di MTV o Michèle Anthony, oggi vicepresidente di Universal Music.
(Susan Silver, manager)
Tale presenza è sia matrice che prodotto di una evoluzione sociale introdotta dal femminismo negli anni Settanta, la cui onda lunga si riverbera sulla coeva scena riot grrrl originatasi ad Olympia e, di conseguenza, sui coetanei maschi, costretti a confrontarsi, volenti o nolenti, con un mondo differente da quello dei padri, un mondo in cui sono state messe in discussione la coppia, la famiglia, il matrimonio, la sessualità. Nel dicembre 1991, a San Francisco, durante un concerto con i già celebri Red Hot Chili Peppers e i lanciatissimi Nirvana, Eddie Vedder, cantante degli ancora relativamente sconosciuti Pearl Jam, canta Suggestion, una canzone dei Fugazi sullo stupro. Alla fine del pezzo il cantante dice al pubblico: "Don't go partying on other's people pu**ies unless they want you to" ("Non andate a festeggiare sulla f**a di un'altra persona a meno che non sia lei a volerlo", ndr), riferimento non troppo velato al pezzo dei Peppers, Party on your pu**y. Il processo di cambiamento si avverte sia nei testi delle canzoni che nei rapporti che intercorrono tra le band maschili e quelle femminili, che si trovano a condividere il palco non solo per festival e tour ma anche per questioni condivise quali violenza sessuale e aborto. Rock For Choice (1991-2001), serie di concerti di sensibilizzazione sul diritto delle donne all'autodeterminazione sessuale e riproduttiva, vede la partecipazione di molte band della scena, tra cui le organizzatrici L7, poi Bikini Kill, Fugazi, 7 Year Bitch, Lunachiks, Mudhoney, Free Kitten, Nirvana, Pearl Jam, Soundgarden, Hole, Foo Fighters, Stone Temple Pilots.
(Matt Wright, Gas Huffer)
(Donita Sparks, L7)
(Kurt Cobain, Nirvana)
(Jennifer Finch, L7)
(Chris Cornell, Soundgarden)
(Eddie Vedder, Pearl Jam)
(Kim Thayil, Soundgarden)
Tuttavia, come rilevano diverse musiciste, tale processo incontra, anche in una scena musicale considerata progressista, resistenze, pregiudizi e, in fase di storicizzazione, plateali rimozioni:
(Courtney Love, Hole)
(Donita Sparks, L7)
(Mark Arm, Mudhoney)

## Storia e gruppi principali

### Le origini

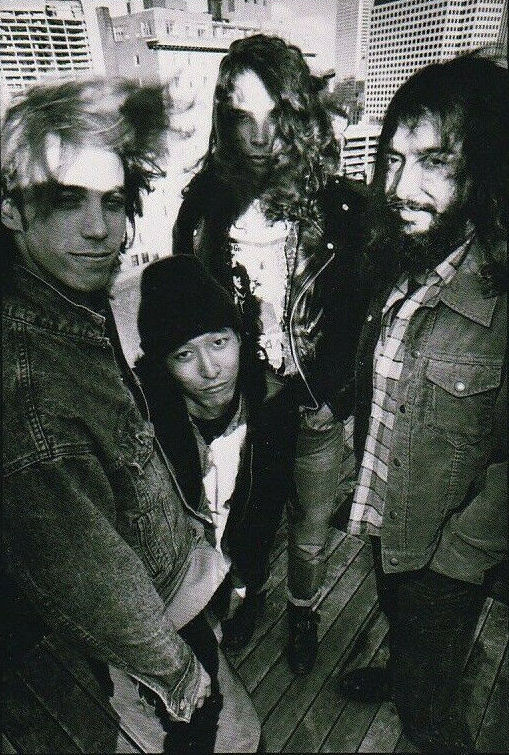
I Soundgarden nel 1989. Foto di Charles Peterson.

La Seattle che diverrà nota come la culla del grunge, negli anni Ottanta, è una città portuale di circa 600 mila abitanti, lontana dalle rotte dello show-business, con una economia basata sulla lavorazione del legno e sui cantieri navali e i primi investimenti nel settore IT (il colosso del commercio online, Amazon, aprirà qui proprio nel 1994). In ambito musicale, Seattle vanta una vivace scena jazz negli anni Trenta e Quaranta, poi dà i natali a pochi ma eccellenti nomi del rock:
(Jerry Cantrell, Alice in Chains)
(Chris Cornell, Soundgarden)
In questo periodo, Seattle come altre città portuali della costa, diviene luogo di una massiccia diffusione dell'eroina, che segnerà tragicamente le vite di molti dei protagonisti e delle protagoniste della scena musicale locale. Duff Mc Kagan, nativo di Seattle e futuro bassista dei Guns'n'Roses, ricorda:
Nel 1979 Bruce Pavitt è ideatore e conduttore del programma radiofonico Subterranean Pop, in onda sull'emittente Kaos-FM. Poco dopo nasce l'omonima fanzine cartacea SubPop. Le band seminali della scena si formano nei primi anni Ottanta: The U-Men, i Bam Bam della cantante afroamericana Tina Bell, i Melvins da Aberdeen, i Green River, scioltisi nel 1988 per differenze di giusti e ambizioni. Dalle sue ceneri nascono le band Mudhoney, con il cantante Mark Arm e il chitarrista Steve Turner, e Mother Love Bone, con il bassista Jeff Ament e l'altro chitarrista Stone Gossard. Cantante di questa band era Andrew Wood, già con il fratello Kevin nei Malfunkshun.
In questi anni un ragazzo francese, Hugo Piottin, apre il Metropolis, che diviene il club punk di Seattle, uno spazio di creatività che si rivelerà cruciale per l'incontro e il confronto tra le varie band dell'area, tratto distintivo e carta vincente della scena. Altro luogo storico per la musica cittadina è il Central Saloon.

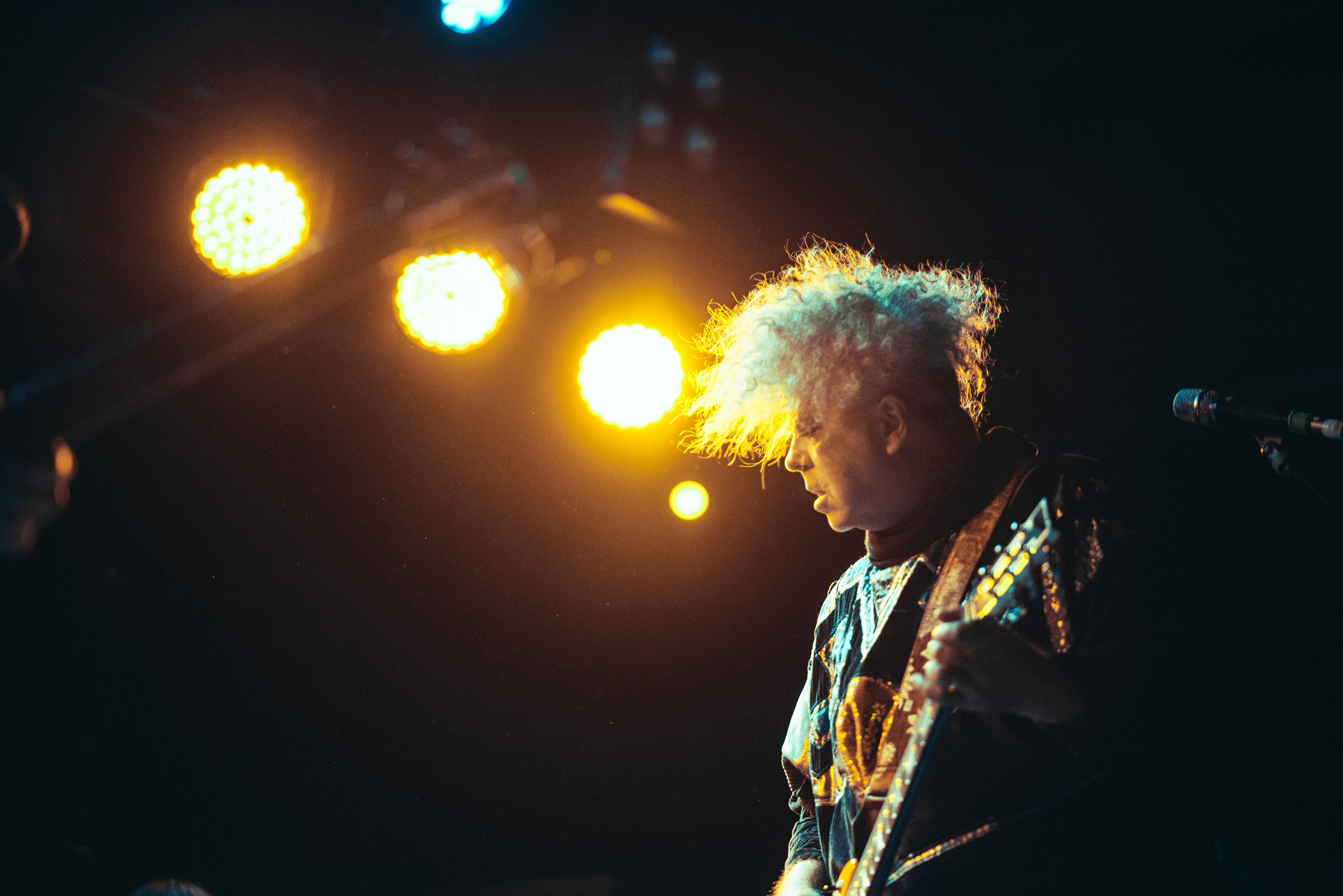
Buzz Osborne in concerto con i Melvins ad Edmonton, Canada. Foto Levi Manchak

Sull'influenza della propria band sulla scena locale, Buzz Osborne dei Melvins non usa mezzi termini:
Nel 1984 Chris Hanzsek, futuro produttore di molte band della scena, apre uno studio di registrazione, il Reciprocal Recording, dove viene registrato l'EP Villains (Also Wear White) dei Bam Bam. Nello stesso anno nascono i Soundgarden con il cantante Chris Cornell, il chitarrista Kim Thayil, il bassista Hiro Yamamoto e il batterista Scott Sundquist (dal 1986 sostituito da Matt Cameron). Pavitt vide nella band 'un nuovo paradigma', e anni dopo dirà: 
Dall'incontro dei fratelli Van e Gary Conner con Mark Lanegan nascono gli Screaming Trees da Ellensburg. L'anno successivo si formano gli Skin Yard e i fratelli Rakesh e Raj Parashar fondano i London Bridge Studios, da cui usciranno alcuni tra i più importanti dischi della scena.
Nel 1986 l'etichetta C/Z pubblica Deep Six, una raccolta di brani delle band Green River, Melvins, Malfunkshun, Soundgarden, Skin Yard, The U-Men. Nello stesso anno nasce la Sub Pop Records di Jonathan Poneman e Bruce Pavitt e pubblica la raccolta Sub Pop 100 (1986) contenente, tra gli altri, i lavori di Steve Albini, Steve Fisk, Sonic Youth. Segue SubPop 200 (1988), con lavori di Green River, Soundgarden, Tad, The Walkabouts, Fastbacks, Cat Butt, Screaming Trees, Girl Trouble.

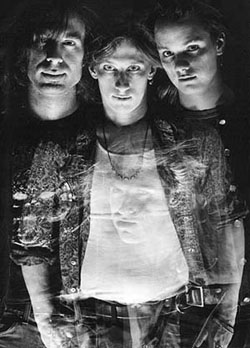
Jack Endino, Ben McMillan, Daniel House e Scott McCullum della band Skin Yard, Seattle, 1988.

Nel 1987, dall'incontro tra Layne Staley e Jerry Cantrell, nascono gli Alice in Chains, mentre Kurt Cobain, originario di Aberdeen, forma i Nirvana con Krist Novoselic, Chad Channing e Jason Everman.
Nel 1988 l'ex macellaio Tad Toyle fonda i Tad; esce il seminale EP Superfuzz Bigmuff (1990) dei Mudhoney; nascono i Seaweed a Tacoma e i My Sister's Machine, 7 Year Bitch, Hammerbox, Candlebox. Ad Olympia si formano le Bikini Kill di Kathleen Hannah e Tobi Vail, band riot grrrl. Il fermento che c'è nell'area attira band anche dagli altri Stati: dalla California arrivano L7 e Hole, dall'Ohio The Gits. Alla scena vengono accostate anche band attive in altre aree: Stone Temple Pilots a Los Angeles, Smashing Pumpkins a Chicago, Babes in Toyland a Minneapolis.

La scena locale ottiene la copertura della stampa specializzata britannica con il celebre articolo del giornalista Everett True sul Melody Maker: Sub Pop: Seattle: Rock City (1989), che scriverà: 
Cresce l'attenzione delle case discografiche, sia label indipendenti che major. Figure chiave, in questa fase di affaccio nel music business, sono Susan Silver e Kelly Curtis, l'una manager prima di The U-Men, poi Soundgarden, Alice in Chains e Screaming Trees, l'altro dei Pearl Jam.
(Grant Alden, The Rocket)
Escono Bleach (SupPop, 1989) dei Nirvana, Smell the magic (SubPop, 1990) delle L7, Facelift (Columbia, 1990) degli Alice in Chains, primo disco d'oro della scena, trainato dal video del singolo Man in the Box in heavy rotation su MTV, Ultramega Ok (1988), Louder than Love (1990) dei Soundgarden.
L'inizio del nuovo decennio è segnato dai primi successi e al contempo dalla prima di una lunga serie di tragedie che funesteranno la scena: nel marzo del '90 muore per overdose di speedball Andrew Wood, cantante dei Mother Love Bone, amico di molti musicisti della città, frontman carismatico e ambizioso. È questo l'evento che segna, secondo Chris Cornell, all'epoca coinquilino di Wood, la fine dell'età dell'innocenza della scena di Seattle. Cornell scrive alcune canzoni dedicate all'amico scomparso, le quali attirano l'attenzione di Jeff Ament e Stone Gossard, ex compagni di Wood. A loro si uniscono Matt Cameron e Mike Mc Cready e nascono i Temple of the dog, il cui album omonimo (1991) è un ottimo successo. Eddie Vedder, originario di San Diego, duetta con Cornell del singolo Hunger Strike. Dall'incontro tra Vedder e gli ex compagni di Wood nascono i Pearl Jam, che finiranno per essere il gruppo con il maggiore successo commerciale e la carriera più longeva.
(Nancy Wilson, Heart)

### Il successo mondiale

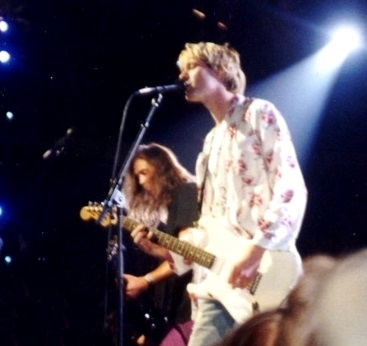
Nirvana agli MTV Awards, 1992. Autore P.B. Rage

L'epoca di maggiore successo commerciale della scena è il triennio 1991-1994, con l'album più noto, Nevermind dei Nirvana (1991, Geffen Records), che stravende, trainato dal singolo Smells Like Teen Spirit e relativo video in rotazione su MTV. In retrospettiva, il momento dell'esplosione del grunge come fenomeno pop è stato analizzato con diverse chiavi di lettura dai protagonisti stessi della scena: 
(Mark Arm, Mudhoney)
(Eddie Vedder, Pearl Jam)
Altre uscite significative del '91 sono Ten dei Pearl Jam, enorme successo trainato di singoli Alive e Jeremy, quest'ultimo promosso con un video divenuto celeberrimo, Badmotorfinger dei Soundgarden, Uncle Anesthesia degli Screaming Trees (che ospita Chris Cornell ai cori), Pretty on the inside delle Hole. Nel 1992 escono Dirt degli Alice in Chains, Core degli Stone Temple Pilots, Bricks are heavy delle L7, Fontanelle delle Babes in Toyland.
Esce il film Singles (1992) del regista Cameron Crowe, all'epoca marito di Nancy Wilson delle Heart, con Matt Dillon e Bridget Fonda. Ambientato e girato a Seattle, è una commedia romantica che racconta storie d'amore e d'amicizia della generazione X con, sullo sfondo, la scena musicale locale. Soundgarden e Alice in Chains si esibiscono in concerto, Chris Cornell e Tad Doyle presenziano con un cameo, mentre Stone Gossard, Jeff Ament ed Eddie Vedder compaiono come membri dei Citizen Dick, band del protagonista Cliff Poncier. La colonna sonora contiene, oltre alle band già menzionate, Nearly lost you degli Screaming Trees, Chloe dancer/Crown of thorns dei Mother Love Bone, Overblown dei Mudhoney. Ai personaggi e alla trama del film si ispirerà una delle serie di maggior successo degli anni Novanta: Friends.
L'EP Sap (1992) degli Alice in Chains vede la partecipazione di Chris Cornell dei Soundgarden e Mark Arm dei Mudhoney, nel brano Right Turn, accreditato ad Alice Mudgarden, e Ann Wilson delle Heart nei brani Brother e I am inside. La traccia Got me wrong farà parte della colonna sonora del film Clerks (1994).
Dalla collaborazione tra vari musicisti della scena cittadina, ovvero Stone Gossard, Regan Hagar (Satchel e Malfunkshun), Shawn Smith (Pigeonhed, Satchel), Jeremy Toback nascono i Brad, che pubblicano Shame (Epic, 1993).
Negli anni di massimo successo, le band appaiono sulle copertine delle riviste musicali, sono premiate agli MTV Video Music Awards e ai Grammys, sono invitate come headliners nei principali festival del mondo come il Lollapalooza in USA e Canada, Hollywood Rock in Brasile, Glastonbury e Reading in UK.

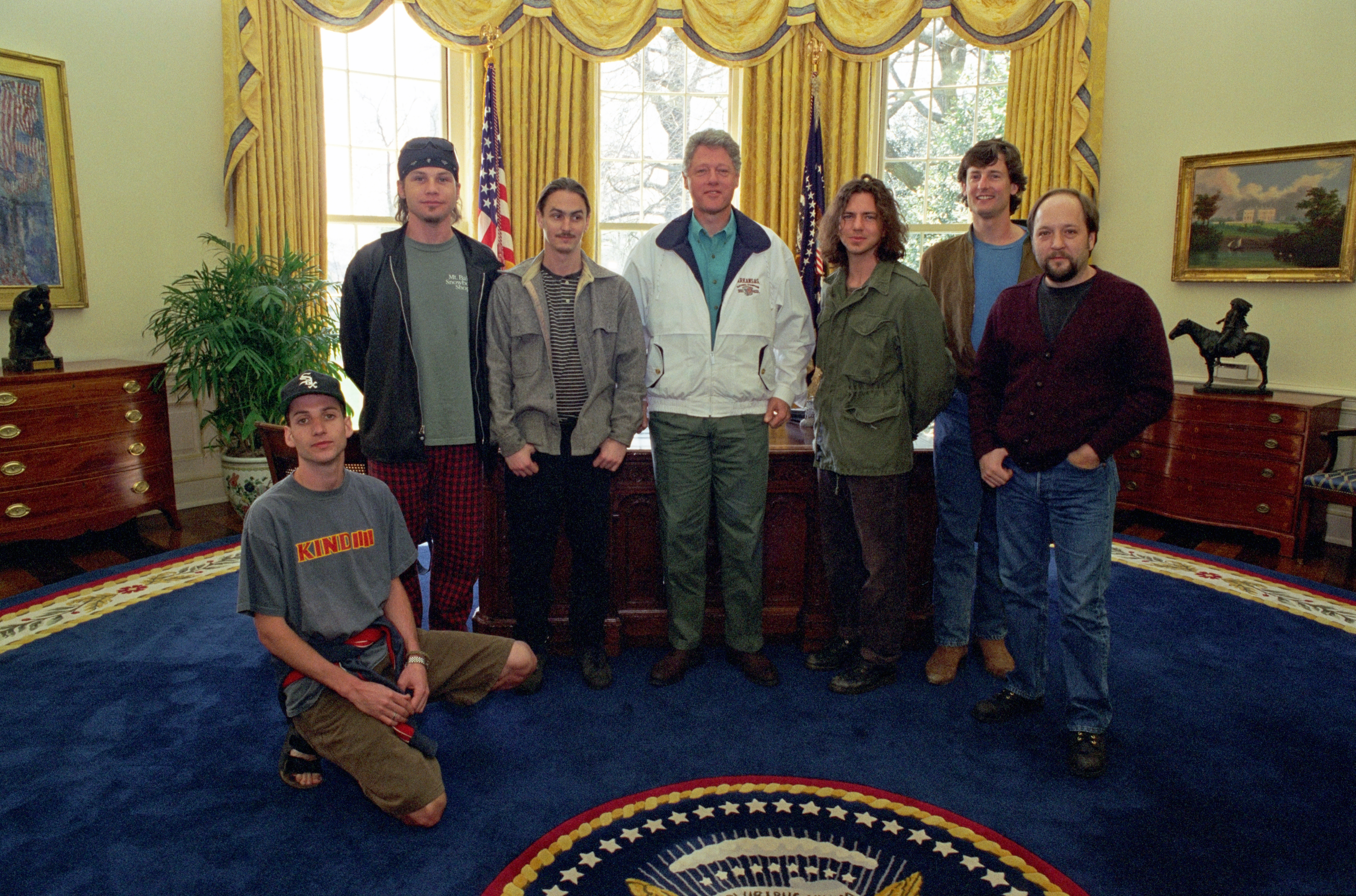
Mike McCready, Jeff Ament, Stone Gossard, Eddie Vedder e Dave Krusen con l'allora Presidente degli Stati Uniti Bill Clinton, Studio Ovale della Casa Bianca, Washington (USA), 1994. Foto Barbara Kinney

Eddie Vedder è in copertina sul prestigioso Time Magazine (ottobre 1993) dal titolo All the rage. Angry young rockers like Pearl Jam give voice to the passions and fears of a generation Le/i cantanti delle band assurgono a idoli per teen-ager, icone di bellezza e persino sex appeal, ad alcuni di loro viene proposto di posare come testimonial di moda.
In una scena solo apparentemente scevra da ogni estetismo/sessualizzazione, l'avvenenza sembra invece essere un fattore rilevante ai fini del grande successo:
(Tad Doyle, TAD)
MTV invia i giornalisti Tabitha Soren e Kurt Loder a Seattle per uno speciale sulla scena musicale cittadina. Vengono intervistati, tra gli altri, Soundgarden, Alice in Chains, Mudhoney, Bruce Pavitt, Tad Doyle, Krist Novoselic, My sister's machine, Queensryche, Heart e Al Hendrix, padre di Jimi.
(Jennie Boddy, Sub Pop Records)
Il termine e l'estetica grunge ispirano allo stilista Marc Jacobs una intera collezione, che però non verrà mai prodotta né distribuita su larga scala.
(Dave Grohl)
(Frances Bean Cobain)
Anche negli anni di maggiore successo continuano a consumarsi tragedie e lutti: la chitarrista Stephanie Sargent (1992) e la bassista Kristen Pfaff (1994) muoiono di overdose, Mia Zapata viene stuprata e assassinata (1993). Il fatto scuote la città e viene organizzata una serie di concerti di beneficenza, noto come Mia Zapata Benefit, per finanziare le indagini sul caso, cui partecipano band quali Love Battery, Maxi Badd, D.C. Beggars, Sage e, a sorpresa, Nirvana. La batterista delle 7 Year Bitch, Valerie Agnew, fonda l'organizzazione non profit Home Alive. Viene pubblicato l'album Home Alive.The art of self defense per la sensibilizzazione e la raccolta fondi, con brani di Soundgarden, Pearl Jam, Fastbacks, Ann e Nancy Wilson, Green Apple Quick Steps, The Posies, Kristen Barry, Jello Biafra, The Gits. Esce l'album ¡Viva Zapata! (C/Z Records, 1994) delle 7 Year Bitch, dedicato a Mia.
(Elizabeth Davis, 7 Year Bitch)
Continuano le collaborazioni tra i vari musicisti della scena cittadina: Ben Sheperd e Matt Cameron dei Soundgarden danno vita al progetto Hater (1993) con Brian Wood, fratello di Andy e Kevin, e John Mc Bain. Parte di questi musicisti partecipa, nello stesso periodo, anche al progetto Wellwater Conspiracy.
Nel 1993 esce Houdini (Atlantic Records), il primo album dei Melvins con una major, prodotto dallo stesso Kurt Cobain, grande fan della band, poi sollevato dall'incarico per i suoi problemi di droga. Pochi mesi dopo la registrazione dello splendido Unplugged in New York dei Nirvana, Cobain viene ricoverato per overdose da Roypnol mentre si trova a Roma con Courtney Love, che dà l'allarme. Un mese dopo, il 5 aprile, Cobain si spara con un colpo di fucile nella sua casa sul Lago di Washington. Il suo corpo viene ritrovato tre giorni dopo, e alla diffusione della notizia la reazione è di enorme sgomento, sia sui media che nelle parole dei colleghi musicisti e dei fan:
(Pete Townshend, The Who)
(Chris Cornell, Soundgarden)
(Layne Staley, Alice in Chains)
C'è anche chi, come i suoi idoli Melvins, pur di evitare che la morte dell'amico divenga una sorta di mito romantico e culto del martirio, optano per un sarcasmo dissacrante. Poco dopo la morte di Cobain fanno stampare dei poster con la scritta We Killed Kurt e delle t-shirt con la sua caricatura e la scritta L'unico drogato buono è il drogato morto. Come spiega il bassista, Mark Deutrom: Kurt è morto, ma per noi non fa alcuna differenza. Continuiamo a divertirci ridendo di lui!

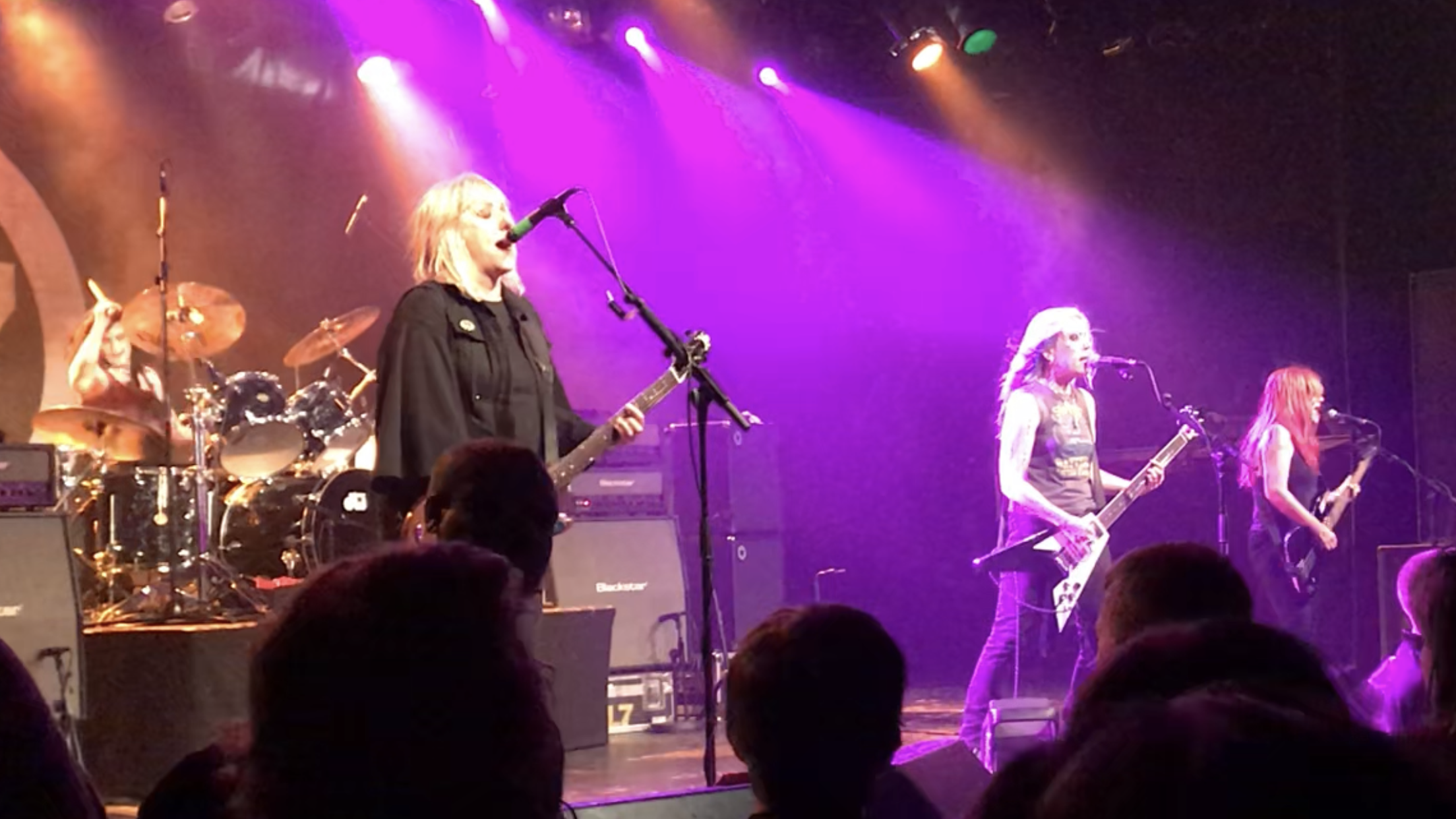
L7 in concerto a Vancouver (CAN), 2019. Foto di Ceddar777

Nel 1994 arrivano al grande successo commerciale anche i veterani della scena, i Soundgarden, con l'album Superunknown. Si riconfermano i Pearl Jam con Vitalogy, escono Hungry for stick delle L7 e Live through this delle Hole.
Nel 1995 la Loosegroove Records, etichetta di Stone Gossard e Regen Hagar, pubblica postumo Return To Olympus dei Malfunkshun, prima band di Andrew e Kevin Wood. Da un'idea di Mike Mc Cready nascono i Mad Season, che pubblicano un unico album, la perla Above (1995), con Layne Staley alla voce e la partecipazione di Mark Lanegan e altri musicisti della scena. L'anno successivo Staley torna ad esibirsi con gli Alice in Chains per MTV Unplugged (1996), concerto intenso e sofferto che diverrà uno degli album più amati della band.
Delle decine di band della scena di Seattle o accostate ad essa, solo una manciata (Nirvana, Pearl Jam, Soundgarden, Alice in Chains, Stone Temple Pilots da Los Angeles, Smashing Pumpkins da Chicago, Hole) ottengono fama e successo globali vendendo milioni di dischi. Altre (Melvins, Mudhoney, L7 da Los Angeles, Babes in Toyland da Minneapolis, Bikini Kill, Screaming Trees, Tad) facendo intensa attività live, godendo del plauso della critica e/o di alcuni anni di copertura mediatica mainstream, ottengono riscontri commerciali discreti. Ci sono poi band che rimangono, più o meno orgogliosamente, nell'ambito underground e saranno in seguito materia di riscoperta e rivalutazione da parte della critica musicale. Tra queste ci sono Truly, Love battery, 7 Year Bitch e Bam Bam, la cui cantante, Tina Bell, scomparsa nel 2012, è considerata 'the godmother of grunge'. Seattle la omaggia con un concerto tributo nel 2021, cui prendono parte Matt Cameron, primo batterista della band, Kendall Jones, Ayron Jones, Jenelle Roccaforte, Stone Gossard, Om Johari.
(Matt Cameron, Soundgarden)

### Il declino, i progetti paralleli e lereunion

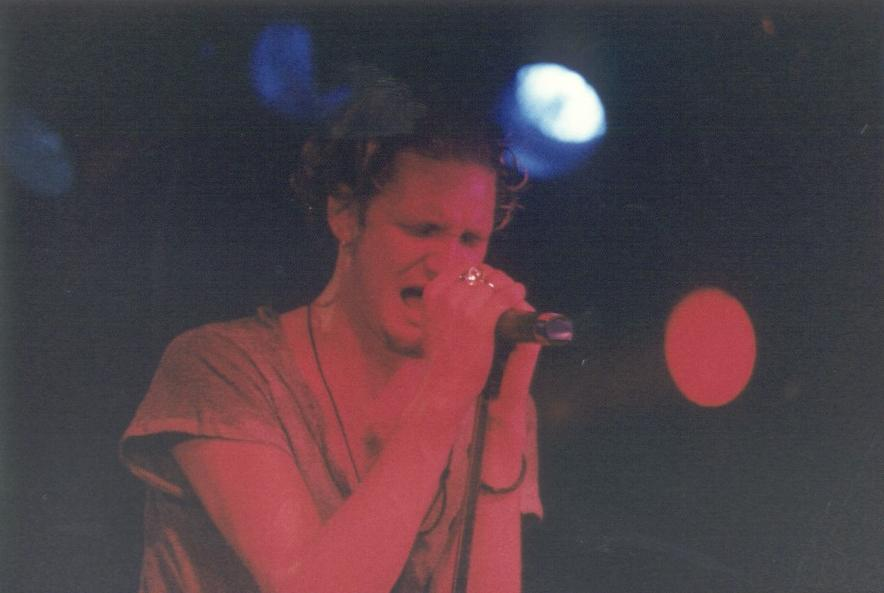
Layne Staley in concerto con gli Alice in Chains, The Channel, Boston, MA, 1992. Foto di Rex Aran Emrick

Con la morte di Kurt Cobain (1994), l'inattività prolungata degli Alice in Chains e lo scioglimento dei Soundgarden (1997), l'hype del grunge si esaurisce. In parte ciò si deve a problematiche interne alle band, in parte al fisiologico cambio di tendenza:
(Susan Silver, manager, ex moglie di Chris Cornell)
Come ricorda Donita Sparks, fin dopo la morte di Cobain e per tutta la seconda metà del decennio, il pubblico è forse stanco, provato dall'impatto emotivo della musica grunge e delle vicende dei suoi protagonisti. Entrano in scena nuove band come Green Day o Blink 182, che con il loro vivace pop-punk portano una ventata di spensieratezza. Di parere affine è Steve Turner dei Mudhoney:
Restano in attività Melvins e Mudhoney, i Pearl Jam consolidano l'enorme successo mainstream, nascono side project come i Wellwater Conspiracy (1997), con Matt Cameron, Glenn Slater dei The Walkabouts, Kim Thayil e Ben Shepherd, Eddie Vedder, Josh Homme. Dave Grohl fonda i Foo Fighters e ottiene fin dal debutto omonimo (1995) un ottimo successo commerciale grazie ad un pop punk tirato ed energico. Courtney Love punta a Hollywood e fa centro con il ruolo in Larry Flint (1996) di Milos Forman, poi pubblica con le Hole il patinato Celebrity Skin (1998) e ottiene la definitiva consacrazione pop. Le L7, senza etichetta e senza management, sospendono l'attività. Chris Cornell e Jerry Cantrell si cimentano nella carriera solista, l'uno con Euphoria Morning (1999), l'altro con Boggy Depot (1998) e Degradation Trip (2002). In seguito Cornell formerà gli Audioslave (2001) con alcuni componenti dei Rage against the machine. Nel 2000 gli Screaming Trees ufficializzano lo scioglimento, Mark Lanegan intensifica le collaborazioni con altri artisti, tra cui Josh Homme per Songs for the Deaf (2002) dei Queens of the Stone Age, o Greg Dully, e si dedica alla carriera solista con la Mark Lanegan Band.
Nel giugno 2000, durante un concerto dei Pearl Jam al festival di Roskilde, in Danimarca, nove persone del pubblico muoiono schiacciate dalla calca.
Nell'aprile 2002 Layne Staley viene ritrovato morto nella sua casa di Seattle, dove da tempo viveva quasi recluso, provato dalla tossicodipendenza e dalla perdita della ex compagna Demri Lara Parrot, anch'essa eroinomane, deceduta nel 1996. Come Wood, muore per overdose di speedball. Come Cobain, esattamente otto anni dopo, si spegne il 5 aprile. Anni dopo il fatto Chris Cornell pubblicherà un post rivelando di aver sognato Staley e di provare ancora rabbia per non averlo sostenuto abbastanza quando ne aveva bisogno:
Nel 2005, a Seattle, gli Alice in Chains tornano sul palco in occasione dello Tsunami Relief Benefit Show, invitati dalle sorelle Ann e Nancy Wilson delle Heart. Tra i vocalist c'è William DuVall e la band esegue i classici del repertorio. L'ottima accoglienza spinge la band a riprendere l'attività.

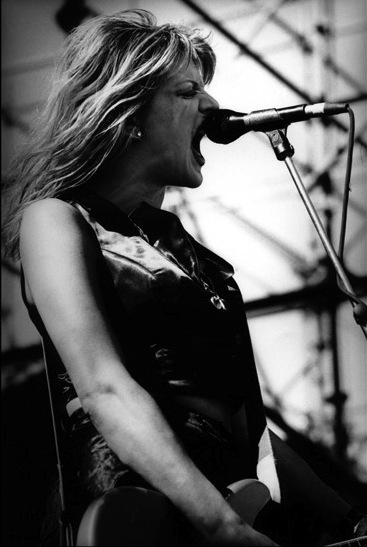
Courtney Love in concerto con le Hole al Big Day Out Festival, Melbourne, (AUS), 1995. Photo © Andrzej Liguz/moreimages.net

Nel 2010 annunciano la reunion i Soundgarden, che pubblicano King Animal (2012) e si sciolgono nuovamente alla morte del cantante Chris Cornell, suicidatosi nel maggio 2017 a Detroit. L'ondata di sgomento e commozione è profonda, specie tra chi, nella scena di Seattle, ha sempre visto Cornell come un esempio, un punto di riferimento e una fonte di ispirazione: 
(Jerry Cantrell, Alice in Chains)
(Stone Gossard, membro dei Pearl Jam e ancora prima di Temple of the Dog, Mother Love Bone e Green River)
Nell'aprile 2019 muore Shawn Smith dei Satchel. Il decesso avviene il 5 aprile, come nel caso di Kurt Cobain e Layne Staley. Nel febbraio 2022 muore nella sua casa di Killarney, in Irlanda, Mark Lanegan, ex frontman degli Screaming Trees. Circa un mese dopo muore a Bogotà (Colombia) il batterista dei Foo Fighters, Taylor Hawkins.

### L'eredità delgrunge

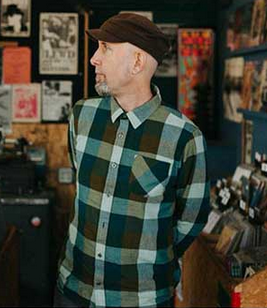
Bruce Pavitt, fondatore della Sub Pop Records, 2015. Autore Philiphw

La scena grunge ha influenzato diverse band negli anni successivi, sia per quanto riguarda l'aspetto musicale che l'attitudine, sia negli anni immediatamente successivi, si pensi, oltre ai Foo Fighters che raccolgono il testimone, a Bush, Silverchair, Creed, Nickelback, 3 Doors Down and Puddle of Mudd, alla scena cosiddetta post grunge e, in UK, Dinosaur Pile-Up, Pulled Apart by Horses, Wonderswan. Numerose anche le collaborazioni tra i nomi di riferimento della scena con artisti vecchi e nuovi. Steve Albini collabora con, tra gli altri, Bully, Vomitface, Shannon Wright. Emma Ruth Rundle dei Marriages va in tour con Buzz Osborne dei Melvins. Artiste ed artisti come Courtney Barnett, Wolf Alice, Yuck, Speedy Ortiz, The Kut, Mitski, 2:54, False Advertising, Slothrust, Baby in Vain, Big Thief, Torres, Lullwater, Red Sun Rising e Bent Trees Society sono considerati fortemente influenzati dal grunge, così come Title Fight, InCrest, Fangclub, Code Orange, My Ticket Home, Citizen, Milk Teeth, Muskets.
Dal punto di vista culturale, la musica e la scena grunge sembrano aver segnato in modo significativo, o quantomeno espresso, lo spirito gli ultimi decenni:
(Mark Arm, Mudhoney)
(Donita Sparks, L7)
(Jerry Cantrell, Alice in Chains))
Per quanto riguarda ciò che della scena è rimasto nell'immaginario collettivo, sono significative queste parole di Chris Cornell: 
Prima i Nirvana (2014) poi i Pearl Jam (2017) entrano nella Rock and Roll Hall of Fame.

## Aneddoti e curiosità
A metà degli anni Ottanta, Susan Silver e Chris Cornell si incontrano per la prima volta al negozio di abiti vintage Tootsie's dove lei lavora, che diverrà punto di riferimento per il vestiario delle band, inclusi gli anfibi Dr. Martens. Si rivedono poco dopo, per caso, ad una festa di Halloween, dove lui si esibisce coi Soundgarden. Lei è in maschera ma lui la riconosce, cosa che la colpisce positivamente. Poco dopo i due si mettono insieme, per poi sposarsi nel 1990. Nel 2004 il divorzio, seguito da una pesante battaglia legale.
Prima dei Soundgarden, Chris Cornell faceva parte della band The Shemps, specializzata, per via di una fissazione del chitarrista Matt Dentino, in cover di artisti rigorosamente morti. In line up anche il bassista Hiro Yamamoto.
Nel 1989 Kurt Cobain e Mark Lanegan, entrambi fan della musica del folksinger Lead Belly, si ritrovano in studio per registrare un album di cover. Il progetto si arena dopo poco tempo, ma dall'esperienza Lanegan trae lo stimolo per sperimentarsi come solista. Cobain farà una cover acustica del brano Where did you sleep last night di Lead Belly nel celeberrimo Unplugged in New York.
Nel 1990 i Nirvana propongono a Susan Silver, già con Soundgarden, Alice in Chains e Screaming Trees, di diventare anche la loro manager. Lei declina in quanto già impegnata con le sue band. È stata tuttavia ringraziata pubblicamente da Krist Novoselic durante la cerimonia per l'inserimento dei Nirvana nella Rock and Roll Hall of Fame per i buoni consigli ricevuti ad inizio carriera.
Il titolo del brano Smells Like Teen Spirit, singolo di massimo successo dei Nirvana e detonatore dell'intera grunge-mania, è ispirato ad una frase scritta sul muro da Kathleen Hannah delle Bikini Kill, durante una festa a casa di Kurt Cobain. Dopo sei mesi lui la chiama e le comunica che trova quella frase molto cool e la vuole usare per una canzone.  Teen Spirit è un deodorante per ragazze adolescenti lanciato sul mercato nel '91, vendutissimo in seguito al successo del brano.
Nel 1991 Jerry Cantrell degli Alice in Chains, momentaneamente senza casa, trova ospitalità dalla manager della band, Susan Silver, nella casa dove vive con il marito Chris Cornell. Qui, in una piccola stanza, durante le notti trascorse a pensare al padre reduce dal Vietnam, Cantrell compone il brano Rooster.
Secondo il giornalista britannico Everett True, Courtney Love e Kurt Cobain si incontrano per la prima volta nel maggio 1991 ad un concerto delle L7 e dei Butthole Surfers.
Nel videoclip del brano Would? degli Alice in Chains, dedicato da Jerry Cantrell ad Andrew Wood, Layne Staley indossa una maglia arancione appartenuta a Wood, donatagli da colei che era la sua compagna al momento della morte, Xana La Fuente.
Nel 1992, agli MTV Awards, Kurt Cobain e Courtney Love hanno un diverbio con Axl Rose, il quale in precedenza li ha definiti pubblicamente 'un drogato e la moglie di un drogato'. Provocato da Courtney, Axl minaccia Kurt, il quale replica con sarcasmo suscitando l'ilarità delle persone presenti. Spiazzato, Rose si allontana
Nel 1992, al Reading Festival, in UK, le L7 si esibiscono con mille problemi tecnici e dal pubblico arrivano palle di fango. Infastidita dalla situazione, la cantante Donita Sparks si sfila il tampax e lo lancia sulla folla, gridando "Eat my tampons, fu**ers". L'episodio è noto come tampon incident. Nello stesso anno, sempre in UK, durante il programma The Word, Sparks si abbassa i pantaloni esibendo le parti intime in un nudo full frontal che fa scandalo.
Nel 1993, a Stoccolma, durante un concerto degli Alice in Chains, un ragazzo tra il pubblico fa il saluto nazista e disturba con spintoni e insulti. Layne Staley lo invita sul palco e poi lo colpisce con un pugno, gridando Fu**ing Nazis die. Il ragazzo chiama la polizia, Staley prende il traghetto per la Finlandia e la band viene trattenuta fino al suo ritorno. Chiarita la dinamica dei fatti, gli AIC vengono lasciati andare.
Nel 1993, a São Paulo, in Brasile, durante il festival Hollywood Rock, membri delle Hole, degli Alice in Chains, dei Nirvana e delle L7 fanno baldoria insieme. Stando al libro di memorie di Patty Schemel, batterista delle Hole, il gruppo si ritrova in una suite prenotata da Maria, spacciatrice di fiducia, incaricata da Staley e Cobain di procurare eroina dagli USA

Nel 1993, durante il Lollapalooza Festival, in cartellone ci sono Primus, Dinosaur Jr., Fishbone, Arrested Development, Front 242, Tool, Rage against the machine, Alice in Chains e Babes in Toyland, le quali vantano il camerino meglio fornito di alcol e junk food. Stando ai ricordi di Maureen Herman e Lori Barbero, rispettivamente bassista e batterista della band, Layne Staley fa amicizia con loro fin dalla prima sera del tour. In particolare, lega con la cantante e chitarrista Kat Bjelland, con cui passa molto tempo. Jerry Cantrell ricorda il festival come il tour più divertente mai fatto, con grande interazione tra le band, che suonavano e si divertivano insieme.

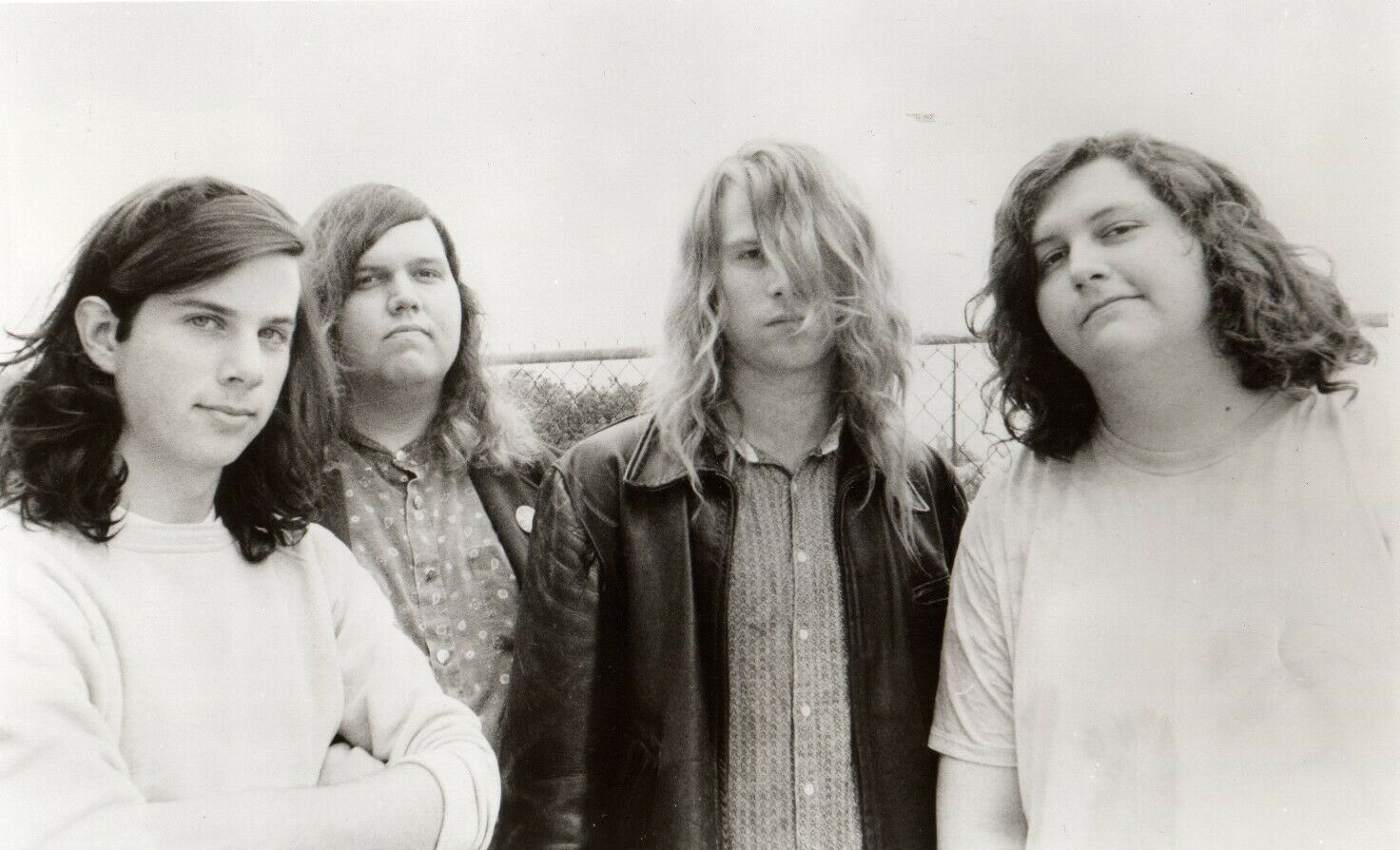
Screaming Trees, foto promozionale. Da sinistra a destra: Mark Pickerel, Gary Lee Conner, Mark Lanegan e Van Conner. Foto Naomi Petersen/SST records.

Nel 1994, dopo la morte di Kurt Cobain, Mark Lanegan si presenta ad un banco dei pegni dove un amico gli riferisce che Courtney Love è passata poco prima e ha lasciato materiale informativo sul Musicians’ Assistance Program, ideato dal sassofonista jazz Buddy Arnold per sostenere la disintossicazione di musicisti in condizioni di indigenza. Inizialmente Lanegan è diffidente, poi accetta di entrare nel programma. Courtney lo sostiene economicamente e gli scrive una lettera in cui gli ricorda l'affetto fraterno che Kurt aveva per lui. Nella sua autobiografia (2020), Lanegan definisce la generosità di Courtney un gesto che non potrà mai ripagare.
Nell'aprile 1994, pochi giorni dopo la morte di Cobain, i Pearl Jam sono in visita alla Casa Bianca per discutere con lo staff presidenziale su dei concerti in una base militare. A sorpresa, l'allora presidente Bill Clinton chiede di incontrare la band e la invita nello Studio Ovale. Qui comunica ad Eddie Vedder che sta valutando di fare un discorso alla nazione, scossa dalla notizia. Vedder risponde che, dato il rischio di effetto emulazione, un discorso sarebbe un errore.
Nel 1996, ai Litho Studios di Seattle, i Pearl Jam stanno registrando No Code. Una volta finito, lasciano sul divano dello studio un manichino a grandezza naturale, Safety Man. Poco dopo i Soundgarden utilizzano lo stesso studio per registrare Down on the upside. Un giorno Chris Cornell arriva per primo, indossa gli abiti del manichino e prende il suo posto sul divano, dove siede immobile per oltre venti minuti. All'improvviso balza dal divano verso Matt Bayles, ingegnere del suono, che non si era accorto di nulla, spaventandolo a morte. L'episodio è raccontato da Stone Gossard e Mike Mc Cready durante una chat su Reddit (2020).